# 풀라드 샤흐르 스타디움
풀라드 샤흐르 스타디움(페르시아어:  ورزشگاه فولادشهر, 영어: Foolad Shahr Stadium)은 이란 이스파한에 위치한 축구 전용 경기장이다. 조브 아한의 홈구장으로 사용되고 있다.
수용 인원은 15,000명

### 개요
1998년에 설립되었다. 수용 인원은 20,000명. AFC 챔피언스리그 2007 결승 1차전 경기장으로 사용되었다.